# Педеносо
Педеносо (итал. Pedenosso) је насеље у Италији у округу Сондрио, региону Ломбардија.
Према процени из 2011. у насељу је живело 76 становника. Насеље се налази на надморској висини од 1496 м.